# Скасування Османського султанату
Зі скасуванням османського султанату Великим національними зборами Туреччини 1 листопада 1922 року закінчилося існування Османської імперії, заснованої в 1299 році. 11 листопада 1922 року, на конференції в Лозанні, був визнаний суверенітет Великих національних зборів Туреччини з урядом в Анкарі над територією Туреччини. Останній султан, Мехмед VI покинув Османську столицю, Стамбул, 17 листопада 1922 року. Правові позиції закріпилися після підписання Лозаннського договору 24 липня 1923 року.

## Передумови
Вступ Османської імперії в Першу світову війну разом з Центральними державами стався 11 листопада 1914 року. Бойові дії на Близькосхідному театрі Першої світової війни закінчилися підписанням Мудроького перемир'я 30 жовтня 1918 року. Окупація Константинополя британськими, французькими та італійськими військами сталася 13 листопада 1918 року.
Поділ Османської імперії почалося з підписання Лондонського пакту (1915) і продовжилося декількома угодами, головним чином двосторонніми серед членів Антанти. Британські війська почали займати ключові будівлі Імперії та заарештовувати націоналістів після встановлення військового правління в ніч на 15 березня 1920 року. 18 березня 1920 року османський парламент прийняв і направив протест союзникам про неприйнятність арешту п'яти його членів. Ці збори були останніми та ознаменували кінець Османської політичної системи. Султан Мехмед VI розпустив Генеральну Асамблею Османської імперії 11 квітня 1920 року. Константинопольський уряд, з бюрократичним апаратом, але без парламенту, залишився активним на чолі з султаном.
Севрський договір 10 серпня 1920 завершив поділ Імперії. У той час приблизно 150 політиків поетапно були заслані на Мальту. Турецький національний рух, очолюваний Мустафою Кемалем, заснував Великі національні збори Туреччини в Анкарі 23 квітня 1920 року.
Великі національні збори Туреччини почали війну за незалежність Туреччини (кемалісьтська революція) проти монархічного Константинопольського уряду, халіфом якого був Мехмед VI. Константинопольський уряд, уряд без парламенту, сформували Kuva-yi Inzibatiye, відому як «армія Халіфату», на противагу Kuva-yi Milliye - армії Великих національних зборів Туреччини.
Конфлікти відбувалися в Болі, Стамбулі, Хендекі, Карасі, одночасно з іншими повстаннями під час турецької війни за незалежність. Армії Халіфату були близькі ідеї Ісламу, звідси і назва. Озброєння і припаси для армії Халіфату постачала Велика Британія. Стратегічне завдання армії Халіфату, так само як і англійців, полягала в запобіганні просування національних сил до проток. Kuva-yi Milliye завдала поразки армії Халіфату. Хоча Kuva-yi Milliye вважається першим кроком опору у звільненні Туреччини, незабаром нерегулярні військові дії були припинені. Перед початком грецької війни, Kuva-yi Milliye стала основою організованої армії, яка пізніше була перетворена в Збройні сили Туреччини.

## Кінець Османської імперії
Османська імперія здобула суверенітет під час правління династії Османа I, який був її засновником. Його сім'я і нащадки правили імперією безперервно з 1299 року протягом всієї її історії. Османська династія в особі Султана володіла верховною владою над усіма політичними утвореннями. Султан був єдиним та абсолютним регентом, главою держави і главою уряду імперії. Великі Візири і політична система, закріплена в Османській Конституції діяла з волі Султана.
Союзне запрошення на конференцію до Лозанни було передано як уряду в Константинополі, так і в Анкарі. Мустафа Кемаль був переконаний, що тільки уряд з Анкари має брати участь в конференції. 1 листопада 1922 року Великі національні збори визнали уряд Султанату в Константинополі незаконним. Великі національні збори також ухвалили рішення, що Константинополь перестав бути столицею нації з моменту його окупації союзниками. Крім того, вони заявили, що Султанат був скасований. Скасування Султанату поклало кінець Османської імперії. Після ознайомлення з резолюцією, Мехмед VI шукав притулку на борту британського лінійного корабля Малайя 17 листопада. Після того як Мехмед VI втік, інші міністри його уряду прийняли нову політичну реальність. Немає ніякого офіційного документа, який оголошував капітуляцію Османської держави або Султана. Конференція в Лозанні, 11 листопада 1922 року визнала суверенітет Великих національних зборів Туреччини як заміну Османської імперії. Останній Султан Мехмед VI покинув Константинополь 17 листопада 1922 року.
Список з 600 імен був представлений на конференції в Лозанні та входять в цей список повинні були бути оголошені персонами нон грата. Список призначався для усунення правлячої еліти Османської імперії. Переговори в Лозанні зменшили список імен до 150 і договір був підписаний 24 липня 1923 року.
Османська Династія являла собою втілення османського Халіфату, починаючи з XIV століття, з царювання Мурада I. Представник Османської династії утримував титул халіфа і влада над усіма мусульманами на момент приходу до влади двоюрідного брата Мехмеда Абдул-Меджида II. Османська Династія позиціонувала себе як політичного і релігійного наступника Мухаммада та лідера всього мусульманського співтовариства без кордонів в Османській імперії і за її межами. Титул Абдул-Меджида II був оскаржений в 1916 році лідером арабського повстання королем Хусейном Бен Алі з Хиджаза, який засудив Мехмета V, але його царство було ліквідовано і анексовано Ібн Саудом в 1925 році.
Грецькі, болгарські і сербські піддані покинули імперію під час спаду і модернізації в Османській імперії в 1828-1908 роках, албанські і вірменські (вірменського загальнонаціонального руху і першої Республіки Вірменія) піддані покинули імперію або були вбиті під час розгрому і розпаду Османської імперії в 1908-1922 рр. Корінне вірменське і грецьке населення було винищено або вигнано османами (младотурками) і кемалістами в період 1915-1922 років. До 1922 року більшість жителів Туреччини були мусульманами або турецького або курдського етносу. Великі національні збори Туреччини заявили про себе як про Республіцу Туреччина 29 жовтня 1923 року.
Також був створений список вигнаних і введений в дію в Республіці Туреччина 23 квітня 1924 роки (переглянутий 1 червня 1924 року); в нього увійшли імена 120 прихильників відстороненої від влади Османської династії.